# Gare de Saint-Jean-d’Angély
Gare de Saint-Jean-d'Angély vasútállomás Franciaországban, Saint-Jean-d’Angély településen.

## Vasútvonalak
Az állomást az alábbi vasútvonalak érintik:
- Chartres–Bordeaux-vasútvonal

## Kapcsolódó állomások
A vasútállomáshoz az alábbi állomások vannak a legközelebb:
- Gare de Loulay
- Gare de Saint-Hilaire - Brizambourg